# Hochgrößen
Hochgrößen är ett berg i Österrike.   Det ligger i distriktet Liezen och förbundslandet Steiermark, i den centrala delen av landet, 180 km sydväst om huvudstaden Wien. Toppen på Hochgrößen är 2 106 meter över havet, eller 17 meter över den omgivande terrängen. Bredden vid basen är 0,21 km.
Terrängen runt Hochgrößen är bergig österut, men västerut är den kuperad. Närmaste större samhälle är Rottenmann, 9,3 km nordost om Hochgrößen. 
I omgivningarna runt Hochgrößen växer i huvudsak blandskog. Runt Hochgrößen är det ganska glesbefolkat, med 25 invånare per kvadratkilometer.